# NGC 4467
NGC 4467 é uma galáxia elíptica (E2) localizada na direcção da constelação de Virgo. Possui uma declinação de +07° 59' 34" e uma ascensão recta de 12 horas, 29 minutos e 30,3 segundos.